# Fish and chips
Pour les articles homonymes, voir Fish and chips (homonymie).
Le fish and chips (en français le « poisson-frites »), familièrement connu sous le nom de fish supper (« souper de poisson ») en Écosse et en Irlande du Nord, est un plat de restauration rapide, d’origine britannique, à emporter ou à consommer sur place, consistant en un poisson frit dans de la pâte, ou de la chapelure, et servi avec des frites. Il peut être enveloppé dans un emballage de papier blanc (de façon à absorber l’excès d'huile), lui-même emballé dans du papier journal pour conserver la chaleur.
Un restaurant où l'on vend du fish and chips se nomme en anglais fish-and-chip shop, ou encore, familièrement, chippy au Royaume-Uni.

## Géographie

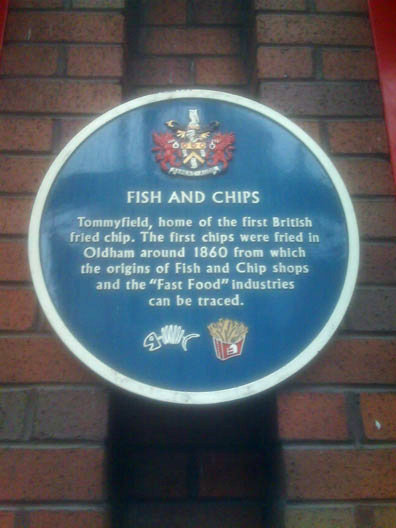
L'emplacement du premier fish-and-chip shop à Oldham (Lancashire).

Le plat est traditionnellement associé à la cuisine anglaise. Pendant des années, le fish and chips a été le plat à emporter dominant au Royaume-Uni, en Australie et en Nouvelle-Zélande. Le mets a aussi beaucoup gagné en popularité dans certaines parties d’Amérique du Nord (généralement en Nouvelle-Angleterre, dans la région Nord-Ouest Pacifique du continent et au Canada), ainsi qu'en Irlande et en Afrique du Sud. Des établissements au Danemark et dans des villes côtières en Norvège servent des filets frits. Aux Pays-Bas et en Flandre, le filet de poisson frit, appelé lekkerbek, est parfois servi avec des frites.

## Histoire
Dans sa version primitive (le pescado frito), ce mets aurait été introduit en Angleterre aux XVIIe et XVIIIe siècles par les Juifs séfarades du Portugal.
Les plus vieux commerces de fish and chips référencés ont ouverts dans les années 1860 dans l'est de Londres. Le plus ancien aurait été celui ouvert par Joseph Malin et John Lees à  Mossley dans le Lancashire,,.

## Étymologie
Les Britanniques, les Irlandais et les habitants de nombreux pays du Commonwealth appellent les frites en anglais chips, alors que la plupart des Américains et Canadiens les appellent french fries (bien que les frites aient une origine disputée) ou, tout simplement, fries. Les Sud-Africains, cependant, les appellent slap chips (prononcer /slœup/). Les Britanniques servent habituellement des frites plus épaisses que les french fries popularisées par des grandes chaînes américaines de restauration rapide.
Malgré ces différences, la plupart des restaurants américains servent ce plat sous le nom de fish and chips. Ce que les Américains appellent potato chips (chips) correspond à crisps, au Royaume-Uni et certains restaurants américains offriront ainsi des chips ou des fritures lorsqu’un client commandera un fish and chips.

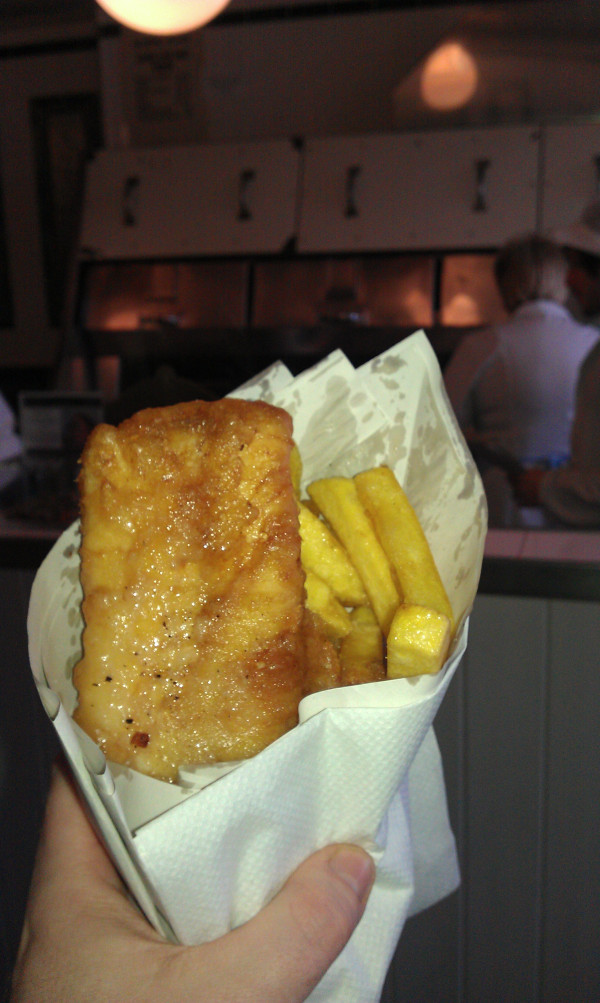

## Préparation
La préparation suivante est très répandue mais des variantes existent. La chapelure peut remplacer la traditionnelle pâte à base de bière.
Le filet de poisson est plongé dans une pâte à frire à base d’œufs, de farine, de bière britannique et de sel, puis il est frit dans de l’huile, généralement végétale. Enfin, le plat est saupoudré de sel et arrosé de vinaigre de malt et peut être servi avec du ketchup ou de la sauce tartare.

### Choix de poisson
En Angleterre et en Irlande, la morue et l'aiglefin sont les poissons le plus souvent utilisés pour le fish and chips. Mais les commerçants vendent aussi beaucoup d'autres poissons, particulièrement des poissons blancs tels que le lieu noir, le lieu jaune, la plie, la raie (très utilisée en Irlande), mais aussi le chien de mer. Dans le nord du Royaume-Uni, pourtant, c’est le haddock qui prédomine. Les langoustines enrobées de pâte à frire et accompagnées de frites sont désignées par scampi and chips.
Dans le nord de l'Irlande, la morue, la plie et le merlan apparaissent plus communément dans les fish suppers. Supper (« souper », en français) provient de l'argot de l'Irlande du Nord et est utilisé pour un produit alimentaire accompagné de frites. Les fournisseurs du Devon et des Cornouailles proposent régulièrement du lieu noir comme substitut à la morue en raison du déclin de l’espèce. À la place d'un morceau de poisson, les commerces de fish and chips du Royaume-Uni proposent des petites boulettes d'œufs de morue frites comme substitut moins coûteux.

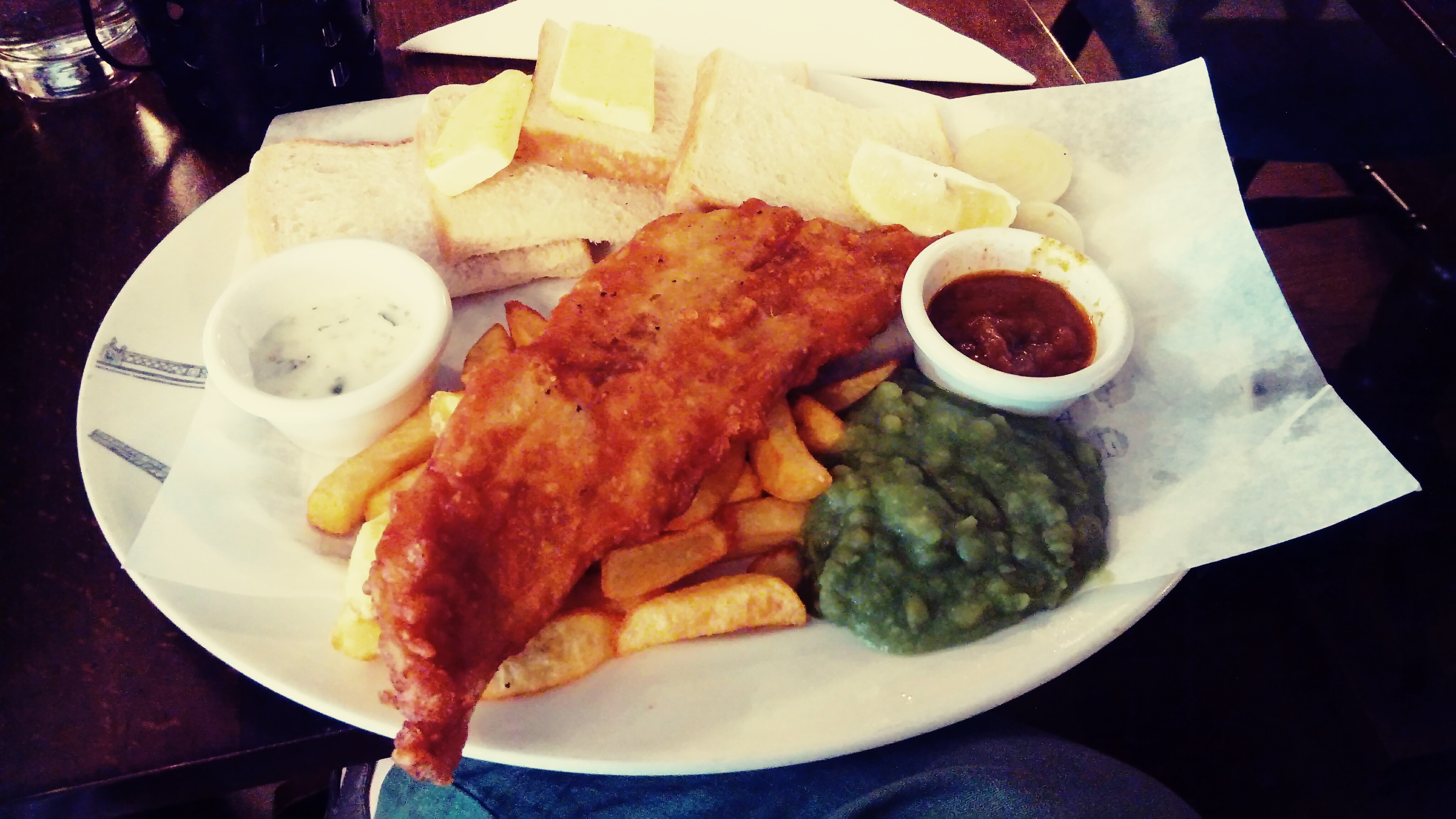
Fish and chips à consommer sur place dans un restaurant (Londres).

En Australie, les poissons préférentiellement utilisés dans les fish and chips sont la morue des récifs (une variété différente de celle utilisée au Royaume-Uni), le barramundi ou encore le flake, une sorte de requin. Depuis quelques années[Quand ?], des basas d'élevage importés du Viêt Nam sont aussi couramment utilisés dans les commerces de fish and chips australiens.
En Nouvelle-Zélande, sur l'île du Nord, le vivaneau était au début l'espèce favorite pour les filets mais à cause du déclin de sa capture, ce poisson a été remplacé par du hoki, du requin (vendu sous le nom lemon fish) et du tarakihi. Le grondin et la morue bleue sont restés les poissons prédominants utilisés pour les fish and chips de l'île du Sud.
Au Canada et aux États-Unis, le type de poisson utilisé dépend de sa disponibilité dans une région donnée. Parmi les plus courants, il y a la morue, le flétan, la sole, le tilapia ou, en Nouvelle-Angleterre, la morue de l'Atlantique. Le saumon est de plus en plus utilisé sur la côte ouest, alors que dans le Sud-Ouest, c'est le poisson-chat qui est le plus utilisé.
| Pays                      | Poissons les plus utilisés dans le fish and chips |
| ------------------------- | ------------------------------------------------- |
| Australie                 | Morue des récifs, barramundi, flake, basa         |
| Canada / États-Unis       | Morue, flétan, sole, tilapia, morue d'Atlantique  |
| Grande-Bretagne / Irlande | Morue, aiglefin                                   |
| Nouvelle-Zélande          | Vivaneau, requin, hoki, tarahiki                  |